# Triebwerke
Triebwerke ist das dritte Album des deutschen Hip-Hop-Künstlers Alligatoah. Es erschien am 2. August 2013 über das deutsche Hip-Hop-Label Trailerpark.

## Cover
Für jede Version wurde ein eigenes Cover erstellt. Auf der normalen Version ist Alligatoah nackt beim Betrachten verschiedener selbst gemalter Porträts von hinten zu sehen. Die Premium-Edition zeigt eine Abwandlung der Mona Lisa mit Alligatoahs Gesicht. Die Amazon.de-Box, gekennzeichnet als Limited Premium Edition, zeigt ein Foto von Alligatoah mit abgeschnittenem Ohr (eine Anspielung auf Vincent van Gogh), der dem Betrachter des Covers eine herzförmige Ringschatulle mit ebendiesem Ohr reicht. Das Originalcover musste bei Facebook zensiert werden, weil man einen Teil des Hodensacks sehen konnte.

## Titelliste
Das Album erschien in drei Versionen. Zum einen als Standard-Version sowie als Premiumversion mit dem Akustikalbum Stromausfall, das komplett mit Akustikgitarre eingespielt wurde (Gast: Timi Hendrix). Eine Limited Premium Version von Triebwerke erschien exklusiv über Amazon.de und enthielt neben den beiden Alben zusätzlich noch eine CD namens Überstunden mit 12 weiteren Titeln sowie ein Malbuch, Wachsmalstifte und ein T-Shirt in Größe L.
| Standard Edition 1. Hört, Hört (Intro) – 2:38 2. Wer weiß – 3:24 3. Narben – 3:21 4. Münchhausen I – 2:04 5. Willst du – 3:39 6. Fick ihn doch – 3:52 7. Wunderschöne Frau feat. Shneezin 257 & Timi Hendrix – 3:44 8. Amnesie – 4:02 9. Münchhausen II – 2:04 10. Prostitution – 3:28 11. Rabenväter feat. BattleBoi Basti – 4:16 12. Erntedank feat. Prinz Pi – 3:52 13. Münchhausen III – 2:35 14. Trauerfeier Lied – 4:15 | Stromausfall (Akustikalbum) 1. Stromausfall (Intro) – 1:20 2. Raubkopierah (Akustik) – 3:34 3. Meine Band (Akustik) – 4:18 4. Der Barmherzigste (Akustik) – 3:01 5. Fick ihn doch (Akustik) – 4:05 6. Willst du (Akustik) – 4:04 7. Es ist noch Suppe da (Akustik) – 3:42 8. Counterstrike Song (Akustik) – 3:21 9. Silver Medal feat. Timi Hendrix (Akustik) – 3:41 10. Amnesie (Akustik) – 3:19 | Überstunden 1. Feuerwehrmann – 1:29 2. Gigolo – 1:42 3. Flugbegleiter – 2:02 4. Hochzeitspfarrer – 1:40 5. Fernsehkoch – 1:53 6. Türsteher – 1:49 7. Archäologe – 1:42 8. Schulbusfahrer – 1:50 9. Nachtwächter – 1:51 10. Comiczeichner – 1:57 11. Ghostwriter – 1:46 12. Zahnarzt – 1:52 |

## Videos
Bereits vor dem Albumrelease erschien das Video zu Wer weiß? als Nummer 297 der Halt-die-Fresse-Videoreihe von AggroTV. Am 12. Juni erschien ein Video zu Narben, am 9. Juli erschien das Video zu Amnesie und am 22. Juli folgte ein Video zu Willst du. Nach der Veröffentlichung erschien am 5. August 2013 ein weiteres Video zu Trauerfeier Lied.

## Gastbeiträge
Auf Triebwerke sind mehrere Gäste zu hören. So unterstützt ihn Trailerpark-Kollege Timi Hendrix und der Rapper Shneezin von den 257ers beim Lied Wunderschöne Frau. Prinz Pi ist auf Erntedank zu hören. Ein weiterer Gast ist Battleboi Basti, der bei Rabenväter entgegen seinem damaligen Image als 12-jähriger Schüler mit normaler Stimme rappt.

## Musikstil und Texte

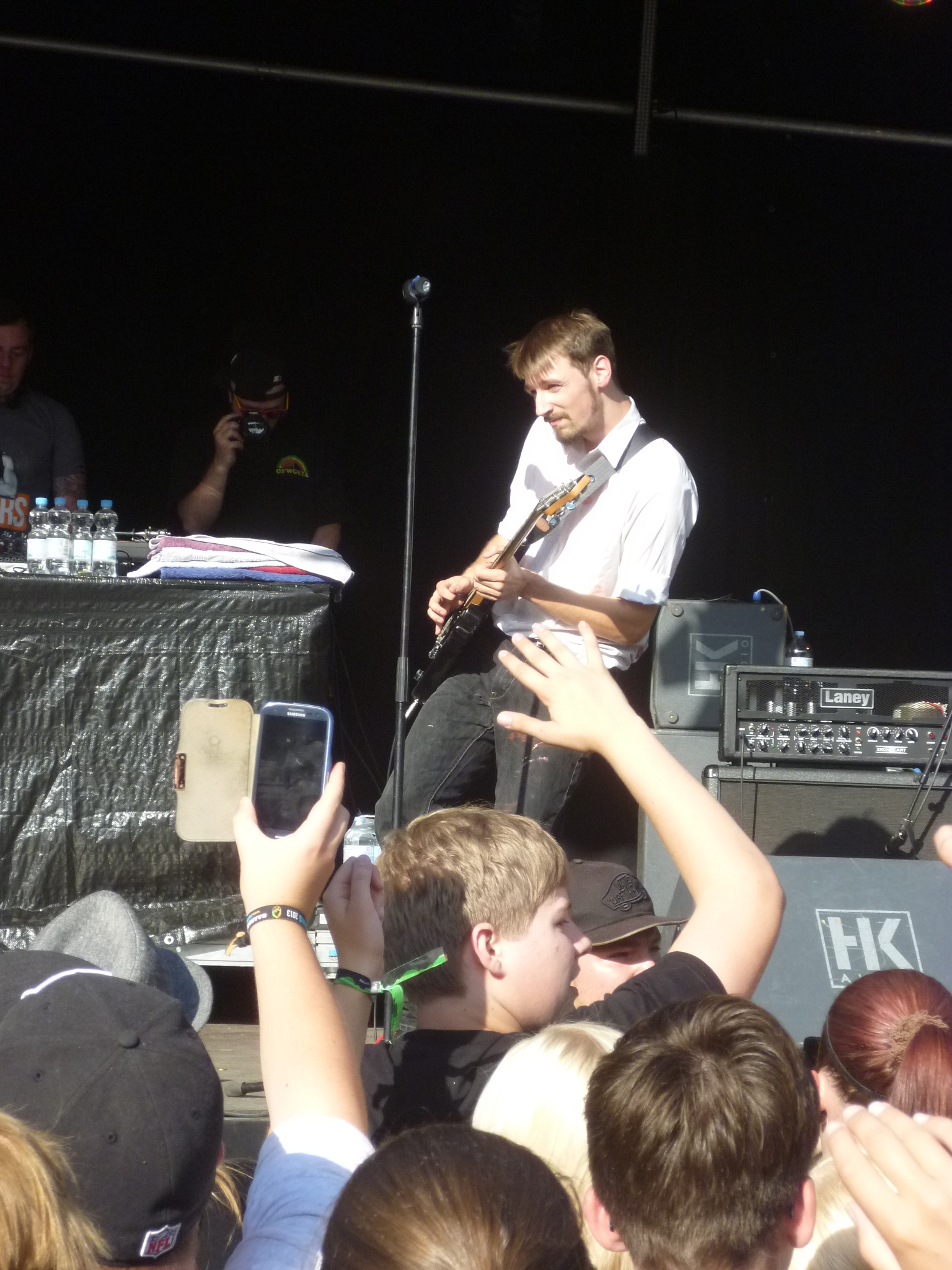
Alligatoah mit Gitarre auf dem Rockem Festival 2013 in Neunkirchen

Alligatoah ist auf dem Album sowohl mit normaler Singstimme als auch mit Rapgesang zu hören. Die Musik besteht nicht nur aus den typischen Hip-Hop-Beats, sondern wird mit Akustik- und E-Gitarre unterstützt. Auch Flöten sind zu vernehmen. Die Texte des Albums handeln zum größten Teil von Liebe und damit verbundenen Themen wie Eifersucht und Geschlechtsidentität.
Auch in diesem Album bedient sich Alligatoah an vielen Stilmitteln, wie beispielsweise sprachliche Bilder. Die Texte sind sehr sarkastisch und ironisch gehalten, zum Teil extrem boshaft. Diese Stellen werden jedoch liebevoll, Phil Weichert von rap.de nannte sie „zuckersüß“ vorgetragen, so dass diese Boshaftigkeit nur bei genauerem Hinhören erkennbar ist. Das Album wurde in den RTL-Nachrichten Punkt 12 und bei den RTL 2 News mit den ebenfalls oft sehr sarkastischen Liebesliedern von Die Ärzte verglichen. Im Trauerfeier Lied singt der Chor „Emotionale Manipulation – wahrscheinlich bin ich ein Illuminat“, wenn man das Lied rückwärts abspielt.

## Kritik
Phil Weichert von Rap.de konstatierte dem Album „die perfekte Mischung aus zuckerweichem Sound und bitterbösem Humor“. Sein Fazit lautet:

„Mit "Triebwerke" legt Alligatoah erneut ein extrem unterhaltsames, humorvolles Album ab, das besonders durch seinen Sound überrascht und überzeugt. Der Rapper und Sänger ist unglaublich vielseitig und fühlt sich sowohl auf schrammeligen E-Gitarren als auch auf wabernden Elektrobeats oder ruhigen Klängen sowie verrückten Zirkussounds wohl. So schön kann Provokation klingen. Damit ist Alligatoah das bisher beste Werk aus dem Hause Trailerpark gelungen. Chapeau.“

Laut.de vergab vier von fünf Sternen. Dani Fromm bezeichnete das Album als

„Er singt besser als viele andere, sofern man seinen Hang zum Overacting erträgt. Musikalisch wie inhaltlich wie gestalterisch platzt er schier vor Ideenreichtum. Seinen beißenden, ganz und gar nicht Kaffeekränzchen-konformen Humor verpackt er tückisch in so elend eingängige Tracks, die einen über Wochen und Monate verfolgen.“

## Erfolg
Die limitierte Amazon-Box war bereits vier Wochen vor Veröffentlichung, auf Grund der Vorbestellungen, ausverkauft. RTL 2 News gab bereits am 6. August 2013 bekannt, dass das Album Platz eins der deutschen Albumcharts erreichen würde. In der Chartausgabe vom 12. August 2013 erreichte das Album schließlich die Chartspitze. Triebwerke war somit das erste Album des Labels Trailerpark, welches Rang eins der deutschen Albumcharts erreichte. Darüber hinaus erreichte das Album ebenfalls die Chartspitze der deutschen Independentcharts.
Die erste Singleauskopplung Trauerfeier Lied erreichte Rang 69 der deutschen Singlecharts. Die zweite Singleauskopplung Willst du konnte sich in Deutschland und Österreich unter den Top 20 der Charts platzieren und erreichte für mehr als 1.015.000 verkaufte Einheiten Diamantstatus in Deutschland sowie Goldstatus in Österreich. Im Jahr 2018 erreichte auch das komplette Album Platinstatus.